# Briarcliff Manor
Briarcliff Manor – wieś w Stanach Zjednoczonych, w stanie Nowy Jork, w hrabstwie Westchester.